# Сульбактам/Дурлобактам
Сульбактам/Дурлобактам — комбинированный антибиотик для лечения инфекций, вызванных чувствительными штаммами грамотрицательных микроорганизмов (Acinetobacter baumannii-calcoaceticus). Одобрен для применения: США (2023)

## Механизм действия
Комбинация: Сульбактам, Дурлобактам .

## Показания
- Внутрибольничная пневмония или ИВЛ-ассоциированная пневмония[англ.][2]

## Противопоказания
- Гиперчувствительность